# MUSIC SHOWER Plus+
『MUSIC SHOWER Plus+』（ミュージックシャワー・プラス・プラス）は、RBCiラジオで月曜から金曜の10:00 - 13:55に放送している音楽番組。主にリクエスト番組で、日替わりコーナーやゲストコーナーで構成されている生放送番組。なお、本項では現番組の前身『MUSIC SHOWER』についても触れる。

## 概要
- 2012年に『MUSIC SHOWER Plus+』としてリニューアル直後にメインパーソナリティ (MC) が2人加わる（公開生放送等では3人体制で番組進行を行うこともあった）。2014年3月にMCのMarmyが卒業したため、2014年以降は狩俣倫太郎とくだかまりの2人体制となった。2018年10月より金曜のみ狩俣に替わり嘉が担当し、後に2019年10月からは木曜も狩俣から嘉に交代、さらに2023年4月からは金曜のみくだかに替わってモコが担当となった。
- 2013年12月30日に、前身の『MUSIC SHOWER』から数えて放送1500回、2014年5月16日には放送1600回、2015年11月27日には放送2000回、2019年9月27日には放送3000回を突破した。
- 番組は本社iスタジオから生放送されており、「YouTube Live」[注 1]を介した実際の放送も見ることができる。また、iスタジオではFM局などに見かけるワンマンスタジオと同様にMCが音出しや効果音・レコード調整などの卓操作が行われるのが特徴で[注 2]（RBCiラジオでは他に『ブルースカイスタジオ』でも同様なワンマン対応のミキシングセットを設けている[注 3]）、通常くだか・モコとは対面で狩俣・嘉が基本的に卓操作を行っている。狩俣・嘉が不在の時はスタッフが基本的に卓操作を行うため（代理MCが他のアナウンサーの場合はその担当者が対面で卓操作を行うこともある。このため、くだか・モコは卓操作をしていない。）、くだか・モコの横に代理のMCが座ることがあり、YouTube Liveでもその様子を見ることができる。
- 2019年9月27日までは、生放送番組前（平日午前10時10分頃）からRBCの本社前で番組宣伝＆お手振り活動を行っていた。基本的に当日のパーソナリティ・ディレクター・ラジオカーレポーターが登場する。リスナーが自由に参加することもできた[注 4]。手を振っているため客と間違えたタクシーやバスが停車したり、また出演者が名前がわかるように襷をかけているため、選挙期間中などは候補者に間違えられることもあった。
- 2020年3月30日からは放送時間を拡大し、10時から13時55分までの生放送となる。

## 歴史

### MUSIC SHOWER (2008.3 - 2012.3)
- 2008年3月31日スタート。放送時間は11:20 - 14:20
- 2010年4月5日の放送から、終了したプレミアムラウンジ枠も吸収し、11:00 - 14:20となる。
- 2011年10月3日の放送から、14時台が別番組となるため、14時までの放送となる。

### MUSIC SHOWER Plus+ (2012.4-)
この番組からメインパーソナリティ (MC) が加わる。番組タイトルに「Plus+」が付いたのはこのためである。
- 2012年4月2日：放送開始。リニューアル当初の放送時間は11:00 - 14:00の3時間。好評につき、後に11:00 - 14:24へ延長された。
- 2013年12月30日：放送1500回を突破。
- 2014年3月31日：この日から番組改編に伴い、14時台が別番組となるため13:50までの放送となる。同時にMCを務めていたMarmyが卒業し、2人体制となる。
- 2014年5月16日：放送1600回を突破。
- 2015年2月26日：第52回ギャラクシー賞・ラジオ部門優秀賞[注 5]を受賞。
- 2015年10月15日：FECお笑い芸人の知念だしんいちろうと宮城杏里（元RBCアナウンサー）がピンチヒッターMCとして登場。この放送で、当番組史上初のメインパーソナリティ (MC) 不在の放送となった。
- 2015年10月16日：ラジオBar南国の夜から與古田忠と仲田紀久子アナウンサーがピンチヒッターMCとして登場。メインパーソナリティ (MC) 不在2回目の放送。
- 2017年4月2日：放送時間が拡大し、14時までの3時間生放送となる。
- 2018年4月2日：『MUSIC SHOWER』時代から放送開始から10周年を迎えた。
- 2018年10月5日：金曜のみ嘉が新たにパーソナリティに。この放送で、当番組史上初のメインパーソナリティの初登場の放送となった。
- 2019年9月27日：放送3000回突破。その当日にリスナーオフ会 夜会が開催される（番組サイドは当日まで3000回と夜会が同じ日だと、リスナーのTwitterで知らされる）。
- 2019年10月3日：木曜も狩俣から嘉に交代。
- 2020年3月30日：放送時間を10時に繰り上げ、13時55分に終了、3時間55分に拡大した。
- 2020年5月2日：YouTubeLIVEで初のオンライン配信を実施[1]。
- 2021年5月22日：オンライン会を始めて約1年。YouTubeLIVEと有料配信限定のオンライン配信を実施予定
- 2022年4月4日：『MUSIC SHOWER Plus+』が放送開始リニューアル10周年を記念して放送した。
- 2023年4月7日：金曜のみモコが新たにパーソナリティに。
- 2023年9月20日以降：月・火・水曜のMCを担当する狩俣がこの日より休演。その後10月2日の放送で体調不良のため長期休演に入っていることが発表された。2024年4月1日の放送で近況のメッセージが流れるまで狩俣の出演はなかった[2]。
- 2025年3月6日：長期休演していた狩俣が、木曜日放送の事前収録コーナー「倫くんの大冒険」への出演という形で1年5か月ぶりに番組に復帰[3]。この日の放送で2023年9月に脳梗塞を発症し、手術とリハビリを行っていることが初めて公表された[4][5]。

## 現在の出演者

### メインパーソナリティ (MC)
- 狩俣倫太郎（RBCアナウンサー、月 - 水担当、2018年9月までは全曜日担当、2019年9月までは木曜も担当、嘉不在時は代理。2023年9月20日以降、体調不良を機に休演していたが、2025年3月6日に事前収録コーナー「倫くんの大冒険」で番組に復帰。）
- くだかまり（ちろんちろんぴー）（沖縄一の女王、久高麻里）（ラジオパーソナリティ、2023年4月から月 - 木曜日担当。2012年4月 - 2014年3月までは木・金曜担当、2023年3月までは全曜日担当[注 6]。木曜9:55の『みーぱちパーチ!』と平日13:55の『琉球通運プレゼンツ ココロほっとドライブ』も兼任）
- 嘉大雅（RBCアナウンサー、木 - 金担当、金曜は2018年10月から担当、木曜は2019年10月から担当、狩俣不在時は代理。2018年10月から2021年3月までは『嘉大雅のサタデーマグネット』と兼任、2022年4月2日からは『Bランチ』と兼任）
- モコ（けろんけろんぱー）（アイモコ）（金曜日担当、2023年4月から担当。また、レギュラー前に代理MCを何度か担当したことがある。）
- 知念だしんいちろう（月・火担当、2024年8月より狩俣の代打を務めていた。）

### メインパーソナリティの変遷（MUSIC SHOWER Plus+）
太字は担当当時現職の琉球放送アナウンサー。
| 期間                                                          | MUSIC SHOWER Plus+へリニューアル後のパーソナリティ変遷 | MUSIC SHOWER Plus+へリニューアル後のパーソナリティ変遷 | MUSIC SHOWER Plus+へリニューアル後のパーソナリティ変遷 | MUSIC SHOWER Plus+へリニューアル後のパーソナリティ変遷 | MUSIC SHOWER Plus+へリニューアル後のパーソナリティ変遷 |
| 期間                                                          | 月曜                                                   | 火曜                                                   | 水曜                                                   | 木曜                                                   | 金曜                                                   |
| ------------------------------------------------------------- | ------------------------------------------------------ | ------------------------------------------------------ | ------------------------------------------------------ | ------------------------------------------------------ | ------------------------------------------------------ |
| 2012年4月 - 2014年3月28日                                     | 狩俣倫太郎・Marmy                                      | 狩俣倫太郎・Marmy                                      | 狩俣倫太郎・Marmy                                      | 狩俣倫太郎・くだかまり                                 | 狩俣倫太郎・くだかまり                                 |
| 2014年3月31日 - 2018年10月4日                                 | 狩俣倫太郎・くだかまり                                 | 狩俣倫太郎・くだかまり                                 | 狩俣倫太郎・くだかまり                                 | 狩俣倫太郎・くだかまり                                 | 狩俣倫太郎・くだかまり                                 |
| 2018年10月5日 - 2019年9月27日                                 | 狩俣倫太郎・くだかまり                                 | 狩俣倫太郎・くだかまり                                 | 狩俣倫太郎・くだかまり                                 | 狩俣倫太郎・くだかまり                                 | 嘉大雅・くだかまり                                     |
| 2019年9月30日 - 2023年3月31日                                 | 狩俣倫太郎・くだかまり                                 | 狩俣倫太郎・くだかまり                                 | 狩俣倫太郎・くだかまり                                 | 嘉大雅・くだかまり                                     | 嘉大雅・くだかまり                                     |
| 2023年4月3日 - 2023年9月22日 （※公式には2025年4月1日まで）    | 狩俣倫太郎・くだかまり                                 | 狩俣倫太郎・くだかまり                                 | 狩俣倫太郎・くだかまり                                 | 嘉大雅・くだかまり                                     | 嘉大雅・モコ                                           |
| 2023年10月2日 - 2024年1月26日 （狩俣長期休演に伴う暫定体制1） | 田久保諭・くだかまり                                   | 沖野綾亜・くだかまり                                   | 週替わり・くだかまり                                   | 嘉大雅・くだかまり                                     | 嘉大雅・モコ                                           |
| 2024年1月29日 - 4月末 （社内事情による体制変更後の暫定体制）  | 日替わり・くだかまり                                   | 日替わり・くだかまり                                   | 日替わり・くだかまり                                   | 日替わり・くだかまり                                   | 嘉大雅・モコ                                           |
| 2024年5月 - 8月2日 （狩俣長期休演に伴う暫定体制3）            | 日替わり・くだかまり                                   | 日替わり・くだかまり                                   | 日替わり・くだかまり                                   | 嘉大雅・くだかまり                                     | 嘉大雅・モコ                                           |
| 2024年8月5日 - 2025年4月1日 （狩俣長期休演に伴う暫定体制4）   | くだかまり・知念だしんいちろう                         | くだかまり・知念だしんいちろう                         | 嘉大雅・くだかまり                                     | 嘉大雅・くだかまり                                     | 嘉大雅・モコ                                           |
| 2025年4月2日 -                                                | くだかまり・知念だしんいちろう                         | くだかまり・知念だしんいちろう                         | 嘉大雅・くだかまり                                     | 嘉大雅・くだかまり                                     | 嘉大雅・モコ                                           |

### ラジオカーレポーター
平日朝の『アップ!!』から夕方の『わんDAY』まで（具志堅ストアーを除く）、通しでリポーターとして兼務するほか、2021年3月31日から毎週水曜日23:00 - 24:00に放送の『リポリポ』にもランダムで2名ずつ出演している。
- （金曜→月曜・金曜）宝眞榮日也美（ひなみん）（金曜は2022年4月1日 - 、月曜は2023年4月3日 - ）
- （火曜・木曜）砂邊由美（ゆーみー）（2024年4月2日 - ）
- （水曜・木曜→水曜）喜納真愛子（まいまい）（水曜は2023年4月5日 - 、木曜は2023年4月6日 - 2024年3月28日）

## 過去の出演者

### メインパーソナリティ (MC)
- Marmy（マーミー） 月・火・水曜担当。（2012年4月 - 2014年3月、後の東江万那美）

### 限定パーソナリティ（代理MC）
- 與古田忠
- もーりー（こきざみインディアン）
- 金城晋也（リップサービス）
- 宮城杏里（元RBCアナウンサー）
- 仲田紀久子（RBCアナウンサー）
- 稲福舞子（MAIKO）（seven oops）
  - 2020年3月まで同局の番組『シャキッとi』でラジオカーリポーターを務めていたこともあり、2023年11月24日にはラジオカーリポーターを務めた（後述）。
- NANAE（seven oops）
- 金城しおり
- 井上あすか
- ゆっきー（キャン×キャン）
- 大城泉[注 19]
- 比嘉りゅうた（ありんくりん）
- 魅川憲一郎
- ★田久保諭（RBCアナウンサー[注 20]、狩俣or嘉不在時には卓操作も担当）
- ★片野達朗（RBCアナウンサー、狩俣or嘉不在時には卓操作も担当）
- ★仲村美涼（RBCアナウンサー[注 21]）
- 稲森彩（元RBCアナウンサー[注 22]）
- ★鎌田宏夢（RBCアナウンサー[注 23]）
- ★沖野綾亜（RBCアナウンサー[注 24]、狩俣or嘉不在時は卓操作も担当）
- ★本行慶子（RBCアナウンサー[注 25]、2024年以降の狩俣or嘉不在時は卓操作も担当）
- ★大坪彩織（元RBCアナウンサー[注 26]）
- ★三原楓花（RBCアナウンサー[注 27]、2024年以降の狩俣or嘉不在時は卓操作も担当）

ほか多数

### コーナー出演
- 沖野綾亜（RBCアナウンサー、木曜「オキノキナワ」担当、2020年4月 - 2021年3月、日曜のワイド番組『沖野綾亜のチルドキ!!』MCを担当するため降板）
- 伊波大志（闘牛実況アナウンサー、火曜「ナーティーチうるま市」担当、2020年10月 - 2022年6月28日、コーナー終了に伴う降板）

### ラジオカーレポーター
- （水曜担当）田場千珠（モデル・タレント、- 2021年3月24日、2020年3月までは『スポーツフォーカル』水曜アシスタント担当と兼務した）
- （木・金曜担当）キンピラゴボウ タイガ（金城大河、FECオフィス所属お笑いタレント、- 2021年3月26日、『アップ!!』『わんDAY』『菊地志乃のVilla de Weekend』の各リポーターと兼任）
- （月・火曜→木曜担当）長濱広樹（ナガハマヒロキ、ヒロキー。？ - 2022年3月24日、2021年3月25日までは月・火曜担当、4月1日から2022年3月24日までは木曜に移動、2021年4月3日から現在も放送中の『ナガハマヒロキの週刊リッスン』のMCも兼務した）
- （金曜担当）横山胡桃（くるみー。2021年4月2日 - 2022年3月25日、2021年3月27日までは『嘉大雅のサタデーマグネット』のアシスタントとリポーターを兼務した）
- （水曜担当）町田千歩（ママ。2021年3月31日  -  2023年3月29日）
- （木曜担当）鉄筋ビビンバ まさたけ（2022年3月31日 - 2023年3月30日）
- （月曜・火曜→火曜担当）普久原実咲（はらみー。月曜は2021年3月29日 - 2023年3月27日、火曜は2021年3月30日 - 2024年3月26日）※報道担当からラジオカー担当へ

#### 限定ラジオカーレポーター
- 稲福舞子（MAIKO）（seven oops）（2023年11月24日）
- 大城泉（2024年4月1日）※宝眞榮日也美の体調不良による代理。この他代理例多数。また、後述の「ファーマーズリポート」もレギュラーで担当した。

## タイムテーブル

### 現在のコーナー
（2023年7月現在）
| 時刻    | コーナー名 | 備考 |
| ------- | --- | --- |
| 10:00   | オープニング                                                                                                  | MCが昨日や週末に起こった出来事や新聞記事から話題を紹介する時もある。 時にオープニングで番組に関しての重要なお知らせを言う時もある。 |
| 10:08頃 | 今日のファーストソング                                                                                        | 基本的にスタッフが選んだ話題曲や新曲を流すが、リスナーのリクエストから始まる時もある。特に月曜は終日リクエストテーマを設けているため、リスナーからのリクエスト曲となる。 |
| 10:30頃 | ラジオショッピング                                                                                            | くだか・モコとショッピングキャスターが担当（休止の場合があり、その際はメッセージやリクエストを紹介する）。 |
| 10:50   | あしたへのメッセージ                                                                                          | 内包番組、那覇市内にある精神科病院の専門医師との心の悩みに関する対談。 （radikoでは配信形態で単独番組扱い） 聞き手：いらみなぜんこ |
| 11:15頃 | ゲストコーナー                                                                                                | ゲスト出演が無い場合はメッセージやリクエストを紹介する。 |
| 11:35頃 | ジャパネットたかた ラジオショッピング                                                                         | くだか・モコとショッピングキャスターが担当。2023年3月までは毎日だったが、4月3日放送以降は火・水・金のみとなる。ただし、不定期で月・木も放送することがある (祝日の時、チャレンジデー以外はメッセージやリクエストを紹介する）。 |
| 11:55   | ラジオ県民室                                                                                                  | 内包番組、県内ラジオ3局同じ内容で時差放送する沖縄県広報番組。 担当：城間直美 （休止の場合はメッセージやリクエストを紹介する。） |
| 12:00頃 | 全力で祝います！                                                                                              | 誕生日や記念日など、誰かの嬉しい出来事をラジオを通して祝うコーナー。狩俣・嘉とくだか・モコがラップ調のリズムに乗せて歌う。時にリスナーに物まね対象を無茶ぶりされる事もある。コーナー終了直前に狩俣・嘉が「CMの後は、ニュースと天気予報をお伝えします。」のコールはなくすぐCMに入るが、金曜日に限り12時台のスポンサーである焼肉店のお知らせ（インフォマーシャル形態のCM）がコールされる。 |
| 12:07頃 | ニュース＆天気                                                                                                | 月 - 水は狩俣、木・金は嘉が担当。狩俣もしくは嘉がスタジオにおらずタレント等が代役を務める日・お出かけ放送時などは他のRBCアナウンサーが担当。基本毎年6月頃にはRBC新人アナウンサーの初鳴きもここで披露し、約1ヶ月から数ヶ月間担当することがある。基本的に沖縄ローカルのニュースが主体だが、2024年4月からは全国ニュースがあった場合に限り、TBS NEWS DIG Powered by JNNのニュースを取り上げることとなった。 直後に「プラプラ戦隊ミューシャント」では、2020年から2023年3月31日まで4人（ミューシャントブラック（嘉）・ミューシャントピンク（まり）・ミューシャントレッド（狩俣）・ミューシャントどピンク（久茂地ねぇさん））、2023年4月3日から2025年4月4日まではモコ（アイモコ）を加えた5人（ミューシャントブラック（嘉）・ミューシャントピンク（まり）・ミューシャントレッド（狩俣）・ミューシャントくがにイエロー（モコ）・ミューシャントどピンク（久茂地ねぇさん））、2023年4月3日から2025年4月8日以降は知念だしんいちろうを加えた5人（ミューシャントブラック（嘉）・ミューシャントパパンダーグリーン（知念だしんいちろう）・ミューシャントピンク（まり）・ミューシャントレッド（狩俣）・ミューシャントくがにイエロー（モコ）・）として流れている。 |
| 12:30頃 | Music Shower QUIZ (MSQ)                                                                                       | （月曜日）アウトロ：イントロの最後を当てるクイズ。 （火曜日）言葉の並べ変え：その時の担当ディレクターがとある曲をとある言葉に並べ変える。 （水曜日）童謡クイズ：童謡に合わせて、とある曲の歌詞を歌う。 （木曜日）超イントロ：すごく短くイントロを一瞬だけ流す。時に答えを言っちゃう時がある。 （金曜日）楽器の演奏クイズ：練習無しの即興でとある曲を楽器で演奏するが、上手い時と下手な時がある。 ※公開生放送の時は、楽器の演奏クイズを主なので、出題する曜日が変わる時がある。 |
| 12:50頃 | ラジオカーレポート                                                                                            | 中継がない場合、スタジオからメッセージやリクエストを紹介する。 |
| 13:00頃 | 日替わりコーナー                                                                                              | （月）「笑わせましょう」：MCの2人が週替わり交代で「笑わせる話」を披露する。後述する過去の火曜日替わりコーナーだった「笑うもんか」を実質引き継いでいる。 （火）「60秒の物語」：リスナーから寄せられたワードを無作為にMC2個ずつ合計4個を、昔話風（必ず「昔々、あるところに…」で始まり「めでたしめでたし。」で締める）に60秒でワードを上手く組み合わせながら物語を完成させる即興コーナー。 （水）「人生は小芝居！」：ある人物たちのあるシチュエーションを設定し、MCの2人が即興で小芝居を演じるコーナー。リスナーから募集した芝居のお題に対して、2人が即興で演じてほしい人物とシチュエーションをアドリブで演じる。 （木） 「倫くんの大冒険」：狩俣倫太郎が冒険するコーナー。 （金）「そろえましょう、うりやさ！」：リスナーから募集した選択肢のない「○○と言えば？」という13以上の質問に、MC2人が答えを揃えるコーナー。2分以内に13問以上中3問揃えたら採用されたリスナーにRBCグッズがプレゼントされる。 |
| 13:10頃 | ラジオショッピング                                                                                            | くだか・モコとショッピングキャスターが担当（休止の場合があり、その際はメッセージやリクエストを紹介する）。 |
| 13:35頃 | 久茂地ねぇさん（月 - 水）                                                                                     | RBCがある那覇市久茂地の「クラブ ぼったクリ」のママが毎日登場する。「なぜか」狩俣の出演状況に合わせて休みを取る（そのため木・金は出演しない）。月曜はリスナーから募集する言葉（頭文字は日替わりで固定）に対してねぇさんが独自に解釈する「久茂地引き」、火・水はリスナーからのお悩み相談となる。なお、2018年11月から2019年12月まで、このコーナーのイメージソングとして、上地等（BEGIN）による『久茂地川に陽が昇る』が使われていた。 |
| 13:35頃 | マリアンヌの館（木）                                                                                          | リスナーからの様々な悩みや困りごとをマリアンヌが五・七・五の川柳で解決するという一見洋風に見せかけて和風テイストなコーナー。久茂地ねぇさん同様「なぜか」くだかが木曜日に休みの時マリアンヌも登場しないため、コーナーもお休みとなる。 |
| 13:35頃 | モコの引き出し（金）                                                                                          | リスナーからどのシチュエーションで誰（実在・架空問わず人物・キャラクター・動物など）が入っているのかをモコが引き出しから出してモノマネするコーナー。時よりモコが演じていないモノマネを無茶振りで行うこともある。 |
| 13:50頃 | Music Shower QUIZ (MSQ) の解答／Shower Push！／プレゼント当選者の発表／具志堅ストアーの出演者とのクロストーク | Music Shower QUIZ (MSQ) の解答／Shower Push！／プレゼント当選者の発表／具志堅ストアーの出演者とのクロストーク |

※放送状況によって前後、または予告なしに放送内容が変更される場合がある。
※radikoではタイムフリーでの再生機能が上限3時間であるのと、3時間時代に前番組『ジブンジカン』と当番組との前後の時間に当たる単独番組『あしたへのメッセージ』の配信形態を継承するため、10:00 - 10:50と11:00 - 13:55に区切って対応している。
※13:55はステブレレスで単独番組『琉球通運プレゼンツ ココロほっとドライブ』を放送している。この番組もくだかが担当するが、当番組と違って収録放送となっている。ちなみに、金曜は過去に期間限定（主に毎年11月から次年2月までの冬季）としてその前にステブレレスで『ありのまんまぎのざラジオ』を13:50から放送することもあった。その場合、『ぎのざラジオ』放送の後CMを挟んで『ココロほっとドライブ』へと続いた。

### 過去のコーナー
| 時刻    | コーナー名                           | 備考 |
| ------- | ------------------------------------ | --- |
| 10:30頃 | ファーマーズリポート（毎月第1・4金） | 2020年3月まで放送した『ジブンジカン』のコーナーを引き継いでいる。沖縄本島各地のファーマーズマーケットからお得な情報をリポート。 リポーター：大城泉 |
| 13:00頃 | 日替わりコーナー                     | （月）「あなたの心はシースルー！」：心理テストのコーナー。番組公式Twitterでは、その回の質問に関する選択肢の投票も募っている。2023年3月で終了。 （火）「笑うもんか」：MCの2人が週替わりで一方が「すべらない話」を披露し、もう一方を笑わせれば勝ち。笑いを耐える方は笑ったことがすぐわかるように笛（ホイッスル）を咥える。前述通り、タイトルを「笑わせましょう」に改題し構成も若干変更の上、2023年4月から月曜に移動し実質継続している。 |
| 13:35頃 | お逝きなさい（金）                   | リスナーからのその週にやらかしてしまったことや消し去りたい記憶を、嘉・茶々を入れる、くだかが責任をもって成仏させるコーナー。2023年3月で定期コーナーは終了。現在は不定期で行われており、2023年8月3日ではくだかが夏休みのためモコが代理MCを担当、木曜日ながら久々に行われた。以降、木曜以外のMCが大雅とまりのコンビの場合を中心に設けている。                                                                                           |

## 放送時間

### MUSIC SHOWER
- 月曜 - 金曜 11:20 - 14:20（2008年3月31日 - 2010年4月2日）
- 月曜 - 金曜 11:00 - 14:20（2010年4月5日 - 2011年9月30日）
- 月曜 - 金曜 11:00 - 14:00（2011年10月3日 - 2012年3月30日）

### MUSIC SHOWER Plus+
- 月曜 - 金曜 11:00 - 14:00（2012年4月2日 - 2012年9月28日）
- 月曜 - 金曜 11:00 - 14:24（2012年10月1日 - 2014年3月28日）
- 月曜 - 金曜 11:00 - 13:50（2014年3月31日 - 2017年10月2日）
- 月曜 - 金曜 11:00 - 14:00（2017年10月3日 - 2020年3月27日）
- 月曜 - 金曜 10:00 - 13:55（2020年3月30日 - ）

## 番組内容
- 主にリスナーからのリクエストと、テーマ投稿によって構成されている。
  - 月に1、2回はイベント先からの公開放送（お出かけ放送）が行われる場合があり、この際はコーナーが大きく変更されることが多い。また、レギュラー外の土・日曜に生放送する時もある。
  - 月1回（コロナ禍の間は自粛）狩俣、くだか、嘉のいずれか1人が外へ出て、狩俣の場合はフリーハグ、くだかの場合は番組ステッカー配布や車への貼り付け、嘉の場合は自撮り撮影を行う「お出かけ倫太郎」または「お出かけまり」もしくは「お出かけ大雅」が行われる場合がある。
  - 2019年6月5日の放送で初の「お出かけ久茂地ねぇさん、久茂地ねぇさんの社会貢献やったるぞスペシャル」が放送され那覇市内から生中継を行った。その日のスタジオMCは嘉大雅とくだかまりで放送され、狩俣倫太郎は出張で不在（という体裁）だった。

## タイトルコール
- 「Ladies and Gentlemen Welcome To Afternoon Show On RBC i Radio This Is DJ Rintaro And Mari Weekley Whattogether Weekly Timetogether Weekly Timetogether Ladies and Gentlemen This Is MUSIC SHOWER Plus+」（月 - 水曜）
- 「Ladies and Gentlemen Welcome To Afternoon Show On RBC i Radio This Is DJ Taiga And Mari Weekley Whattogether Weekly Timetogether Weekly Timetogether Ladies and Gentlemen This Is MUSIC SHOWER Plus+」（木曜）
- 「Ladies and Gentlemen Welcome To Afternoon Show On RBC i Radio This Is DJ Taiga And Moco Weekley Whattogether Weekly Timetogether Weekly Timetogether Ladies and Gentlemen This Is MUSIC SHOWER Plus+」（金曜）
- 「Ladies and Gentlemen Welcome To Afternoon Show On RBC i Radio Weekley Whattogether Weekly Timetogether Weekly Timetogether Ladies and Gentlemen This Is MUSIC SHOWER Plus+」（ピンチヒッター時）
- 「Hello Everyone Welcome To Afternoon Show On RBC i Radio This Is MUSIC SHOWER Plus+」（2025年4月7日放送分以降）